# 七集 (増支部)
「七集」（しちしゅう、巴: Sattaka-nipāta, サッタカ・ニパータ）とは、パーリ仏典経蔵増支部の第7集。

## 構成
11品1132経（項目）から成る。
- 初の五十
  - 1.財品（Dhana-vaggo） --- 1-10
  - 2.随眠品（Anusaya-vaggo） --- 11-20
  - 3.跋耆品（Vajjisattaka-vaggo） --- 21-31
  - 4.天品（Devatā-vaggo） --- 32-43
  - 5.大供犧品（Mahā-yañña-vaggo） --- 44-53
- 五十所不摂品
  - 6.無記品（Abyākata-vaggo） --- 54-64
  - 7.大品（Mahā-vaggo） --- 65-74
  - 8.律品（Vinaya-vaggo） --- 75-84
  - 9.沙門品（Sāmañña-vaggo） --- 85-94
  - 10.応請品（Āhuneyya-vaggo） --- 95-622
  - 11.貪品（Rāga-peyyālaṃ） --- 623-1132

## 日本語訳
- 『南伝大蔵経・経蔵・増支部経典4』（第20巻） 大蔵出版